# NGC 1303
NGC 1303 é uma galáxia lenticular (S0) localizada na direcção da constelação de Eridanus. Possui uma declinação de -07° 23' 39" e uma ascensão recta de 3 horas, 20 minutos e 40,7 segundos.
A galáxia NGC 1303 foi descoberta em 28 de Outubro de 1865 por Heinrich Louis d'Arrest.